# Casal Morena
Casal Morena är Roms nittonde zon och har beteckningen Z. XIX. Zonen är uppkallad efter den romerske generalen och politikern Aulus Terentius Varro Murena, vilken ägde området under första århundradet f.Kr. Zonen Casal Morena bildades år 1961.

## Kyrkobyggnader
- Cappella della Natività a Casal Morena
- San Matteo
- Oratorio della Natività
- San Ferdinando Re
- San Girolamo Emiliani
- Sant'Anna
- Sant'Andrea Corsini
- Cristo Re

## Övrigt
- Tor di Mezzavia di Frascati
- Casale di Gregna
- Torre Morena
- Casal Morena
- Area archeologica vid Via Anagnina
- Villa di Casal Morena
- Villa dei Centroni
- Villa di Casale di Gregna
- Sepolcro del Casale di Gregna